# Inter Miami Stadium
Das Inter Miami Stadium (auch Inter Miami CF Stadium), aufgrund eines Namenssponsorings seit Februar 2024 offiziell Chase Stadium, ist ein Fußballstadion in der US-amerikanischen Stadt Fort Lauderdale im Bundesstaat Florida, das nach dem Abriss des Lockhart Stadiums an gleicher Stelle errichtet wurde. Das Stadion ist die temporäre Heimspielstätte des MLS-Franchises Inter Miami. Zudem trägt das Farmteam Inter Miami II (ehemals Fort Lauderdale CF) seine Heimspiele in dem Stadion aus.

## Geschichte
Das MLS-Franchise Inter Miami, das einer Eigentümergruppe um David Beckham gehört und zur MLS-Saison 2020 den Spielbetrieb aufnahm, wollte ein neues 25.000 Zuschauer fassendes Stadion in Miami, Florida errichten, das zur Saison 2022 fertiggestellt werden sollte. Die Pläne sahen zudem vor, für die ersten beiden Spielzeiten des Franchises ein Stadion auf dem Gelände des Lockhart Stadiums im nahe gelegenen Fort Lauderdale zu errichten. Neben einem 18.000 Zuschauer fassenden Stadion entstand ein Trainingskomplex, den die Profimannschaft und die Akademie nutzen. Im Mai 2019 begann der Abriss des Lockhart Stadiums und anschließend der Bau des neuen Stadions, das hauptsächlich aus Stahltribünen besteht. Die Kosten des Projekts beliefen sich auf rund 60 Millionen US-Dollar. Neben dem MLS-Team trägt das Farmteam, der Fort Lauderdale CF, seine Heimspiele dauerhaft in dem Stadion aus.
Die Eröffnung des Stadions war für den 14. März 2020 im Rahmen des ersten MLS-Heimspiels von Inter Miami gegen Beckhams ehemaliges Team, die LA Galaxy, geplant. Aufgrund der COVID-19-Pandemie setzte die MLS den Spielbetrieb im März jedoch aus und nahm diesen Anfang Juli 2020 zunächst mit dem MLS-is-Back-Turnier im Champion Stadium, das zum Walt Disney World Resort in der Nähe von Orlando, Florida gehört, wieder auf. Das Stadion wurde schließlich am 18. Juli 2020 mit dem ersten Spiel des Fort Lauderdale CF in der USL League One eröffnet, das als Geisterspiel mit 0:2 gegen Greenville Triumph verloren wurde. Am 9. Dezember 2020 fand zwischen den USA und El Salvador (6:0) das erste Länderspiel im Inter Miami Stadium statt.
Aufgrund der veränderten Einreisebestimmungen in die USA während der Corona-Pandemie trug der aus Kanada stammende Ligakonkurrent CF Montreal seine ersten 5 Heimspiele der Saison 2021 im Inter Miami Stadium aus. Im Juli 2021 war das Stadion Austragungsort von acht Spielen der CONCACAF-Gold-Cup-Qualifikation 2021.
Da der Bau des neuen Stadions in Miami, das Miami Freedom Park heißen soll, noch immer nicht begann, trägt Inter Miami die Heimspiele auch in den Spielzeiten 2022 und 2023 im Inter Miami Stadium aus. Nach der Verpflichtung von Lionel Messi im Juli 2023 wurden in den drei offenen Ecken des Stadions Zusatztribünen aufgebaut, die vorher für den Miami International Autodrome verwendet worden waren. Dadurch erhöhte sich die Kapazität um 3.000 Plätze auf insgesamt rund 21.000.
Im September 2024 kündigte Inter Miami an, dass das Franchise den seit August 2023 im Bau befindlichen Miami Freedom Park 2026 beziehen werde. Es war zuvor geplant, schon zur Saison 2025 die Spielstätte zu wechseln. Bis zum Ende der Saison 2025 werde man im Chase Stadium bleiben.

## Name
Das Stadion wurde in der Bauphase auch Lockhart Stadium und Fort Lauderdale Stadium genannt. Diese Namen trugen schon das Lockhart Stadium und das wenige Meter entfernte Baseballstadion Fort Lauderdale Stadium, die beide für den Bau des Stadions und des Trainingsgeländes abgerissen worden waren. Später wurde das Stadion von Inter Miami als Inter Miami Stadium oder Inter Miami CF Stadium bezeichnet.
Anfang April 2021 wurde der lokale Automobilhändler AutoNation Namenssponsor, wodurch die Anlage in Drive Pink Stadium bzw. DRV PNK Stadium umbenannt wurde. Drive Pink ist eine Initiative von AutoNation, mit der die Forschung und Behandlung von Krebs unterstützt wird. Der Vertrag lief über drei Jahre.
Am 20. Februar 2024 wurde die Partnerschaft zwischen Inter Miami und dem Kreditinstitut JPMorgan Chase & Co. bekannt. Es wurde zunächst ein zweijähriger Sponsorenvertrag abgeschlossen. Die Spielstätte trägt jetzt den Namen Chase Stadium. Ob der Vertrag auf den Miami Freedom Park, das seit August 2023 im Bau befindliche, neue Stadion von Inter Miami, ausgedehnt wird, ist noch unklar.

## Länderspiele
Männer
- 09. Dez. 2020:  Vereinigte Staaten –  El Salvador 6:0 (Freundschaftsspiel)[21]
- 02. Juli 2021:  Haiti –  St. Vincent und die Grenadinen 6:1 (Qualifikation zur CONCACAF Gold Cup 2021)[22]
- 02. Juli 2021:  Trinidad und Tobago –  Montserrat 6:1 (Qualifikation zur CONCACAF Gold Cup 2021)[23]
- 02. Juli 2021:  Bermuda –  Barbados 8:1 (Qualifikation zur CONCACAF Gold Cup 2021)[24]
- 03. Juli 2021:  Guatemala –  Guyana 4:0 (Qualifikation zur CONCACAF Gold Cup 2021)[25]
- 03. Juli 2021:  Guadeloupe –  Bahamas 2:0 (Qualifikation zur CONCACAF Gold Cup 2021)
- 03. Juli 2021:  Kuba –  Französisch-Guayana w. o. (Qualifikation zur CONCACAF Gold Cup 2021)[26]
- 06. Juli 2021:  Haiti –  Bermuda 4:1 (Qualifikation zur CONCACAF Gold Cup 2021)[27]
- 06. Juli 2021:  Guatemala –  Guadeloupe 1:1 (1:1, 9:10 i. E.) (Qualifikation zur CONCACAF Gold Cup 2021)[28]
- 06. Juli 2021:  Trinidad und Tobago –  Französisch-Guayana 1:1 (1:1, 8:7 i. E.) (Qualifikation zur CONCACAF Gold Cup 2021)[29]
- 27. Mär. 2022:  Guatemala –  Haiti 2:1 (Freundschaftsspiel)[30]
- 11. Juni 2022:  Ecuador –  Kap Verde 1:0 (Freundschaftsspiel)[31]
- 19. Nov. 2022:  Kolumbien –  Paraguay 2:0 (Freundschaftsspiel)[32]
- 16. Juni 2023:  Antigua und Barbuda –  Guadeloupe 0:5 (Qualifikation zur CONCACAF Gold Cup 2023)[33]
- 16. Juni 2023:  Martinique –  St. Lucia 3:1 (Qualifikation zur CONCACAF Gold Cup 2023)[34]
- 16. Juni 2023:  Curaçao –  St. Kitts und Nevis 1:1 (1:0, 2:3 i. E.) (Qualifikation zur CONCACAF Gold Cup 2023)[35]
- 17. Juni 2023:  Französisch-Guayana –  Sint Maarten 4:1 (Qualifikation zur CONCACAF Gold Cup 2023)[36]
- 17. Juni 2023:  Suriname –  Puerto Rico 0:0 (3:4 i. E.) (Qualifikation zur CONCACAF Gold Cup 2023)[37]
- 17. Juni 2023:  Guyana –  Grenada 1:1 (1:0, 5:3 i. E.) (Qualifikation zur CONCACAF Gold Cup 2023)[38]
- 20. Juni 2023:  Guadeloupe –  Guyana 2:0 (Qualifikation zur CONCACAF Gold Cup 2023)[39]
- 20. Juni 2023:  Martinique –  Puerto Rico 2:0 (Qualifikation zur CONCACAF Gold Cup 2023)[40]
- 20. Juni 2023:  St. Kitts und Nevis –  Französisch-Guayana 1:1 (1:0, 4:2 i. E.) (Qualifikation zur CONCACAF Gold Cup 2023)[41]
- 25. Juni 2023:  Trinidad und Tobago –  St. Kitts und Nevis 3:0 (Gruppe A des CONCACAF Gold Cup 2023)[42]
- 26. Juni 2023:  El Salvador –  Martinique 1:2 (Gruppe C des CONCACAF Gold Cup 2023)[43]
- 26. Juni 2023:  Costa Rica –  Panama 1:2 (Gruppe C des CONCACAF Gold Cup 2023)[44]
- 27. Juni 2023:  Guatemala –  Kuba 1:0 (Gruppe D des CONCACAF Gold Cup 2023)[45]
- 03. Sep. 2023:  Guatemala –  Honduras 0:0 (Freundschaftsspiel)[46]
- 10. Dez. 2023:  Kolumbien –  Venezuela 1:0 (Freundschaftsspiel)[47]
- 13. Jan. 2024:  Guatemala –  Island 0:1 (Freundschaftsspiel)[48]
- 17. Jan. 2024:  Honduras –  Island 0:2 (Freundschaftsspiel)[49]
- 21. Mär. 2024:  Venezuela –  Italien 1:2 (Freundschaftsspiel)[50]

Frauen
- 10. Nov. 2022:  Vereinigte Staaten –  Deutschland 1:2 (Freundschaftsspiel)[51]
- 02. Dez. 2023:  Vereinigte Staaten –  Volksrepublik China 3:0 (Freundschaftsspiel)[52]